# Протести в Таїланді (2013—2014)
Протести в Таїланді 2013—2014, також тайська революція — протести в Таїланді проти поправок до конституції.
Причини протестів:
- Запропонований законопроєкт амністії помилування учасників протестів з усіх боків з 2004 року[7].
- Вплив колишнього прем'єр-міністра Таксина Чинавата на тайську політику.
- Запропонована поправка до конституції 2007 яка робить Сенат повністю обраний[8]

Протести в столиці Таїланду — Бангкоку, викликані у грудні 2013 року, протестувальники вамагають відставки прем'єр-міністра Таїланду.
У місті закриті деякі школи та університети, опозиція закликає до загального страйку на дев'ятий день протестів.

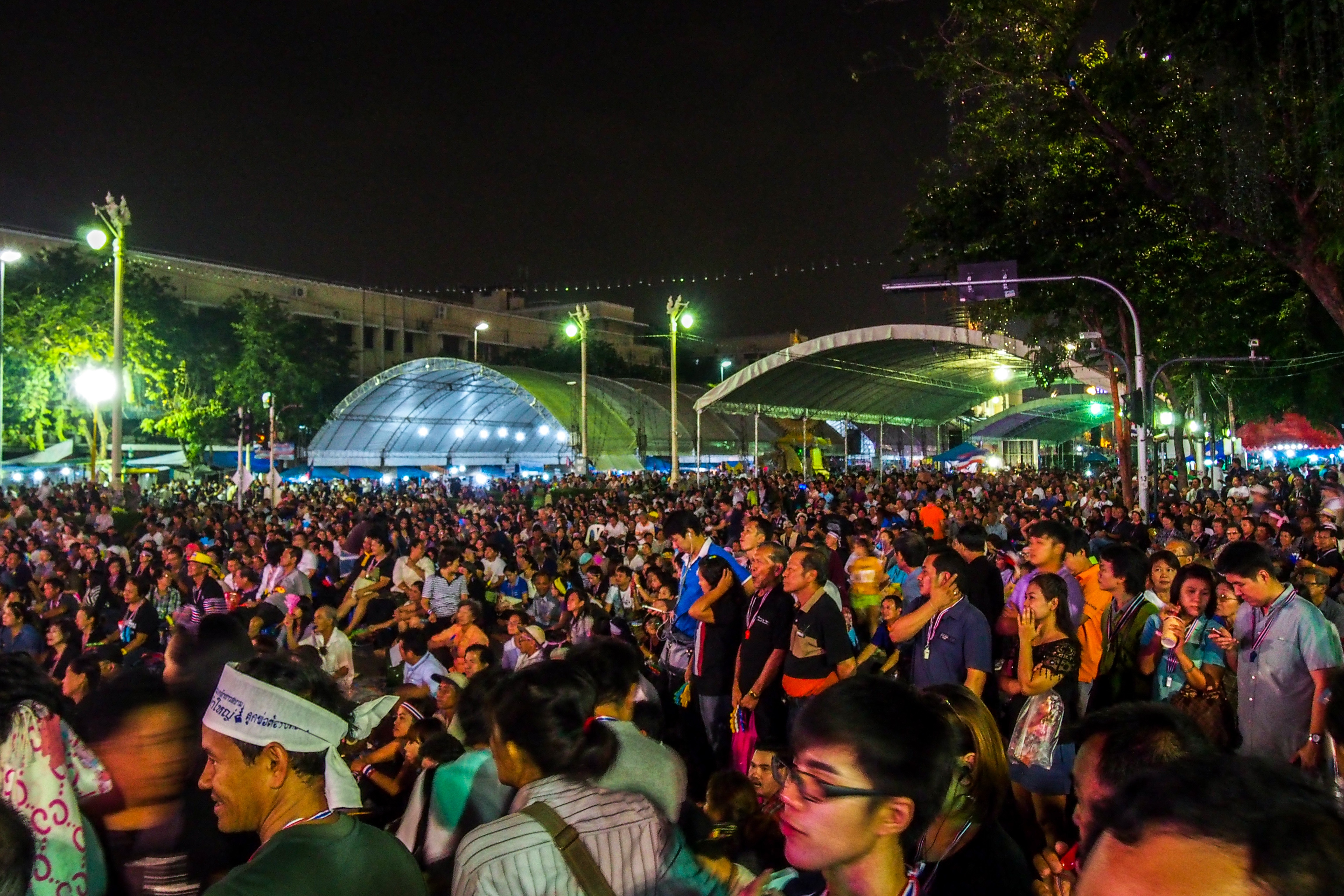

В неділю 1 грудня 2013 року поліція застосувала сльозогінний газ та водомети проти мітингувальників, які намагалися штурмувати будівлю уряду.
Під час протестів, які стали найгіршими у Таїланді з 2010 року, вже загинуло десять людей.
Протестувальники, які вимагають відставки прем'єр-міністра Їнглак Чинават, назвали неділю вирішальним «днем перемоги народного перевороту».
Втім, за словами журналістів, кількість учасників протесту зменшується. Основне ядро мітингувальників продовжує штурм поліцейських барикад, але наразі не може їх прорвати, додають кореспонденти.

## Заклики до страйку
До цього протести переважно проходили мирно, але на вихідних відбулося загострення.
Мітингувальники захоплювали телевізійні канали, щоб змусити їх транслювати звернення свого лідера Сутепа Таугсубана, а також намагалися прорватися до поліцейського комплексу в Бангкоку, де пані Чинават збиралася давати інтерв'ю, внаслідок чого її були змушені евакуювати.
У неділю пан Тхаугсубан заявив, що зустрічався з прем'єром і дав їй два дні для того, щоб піти у відставку.

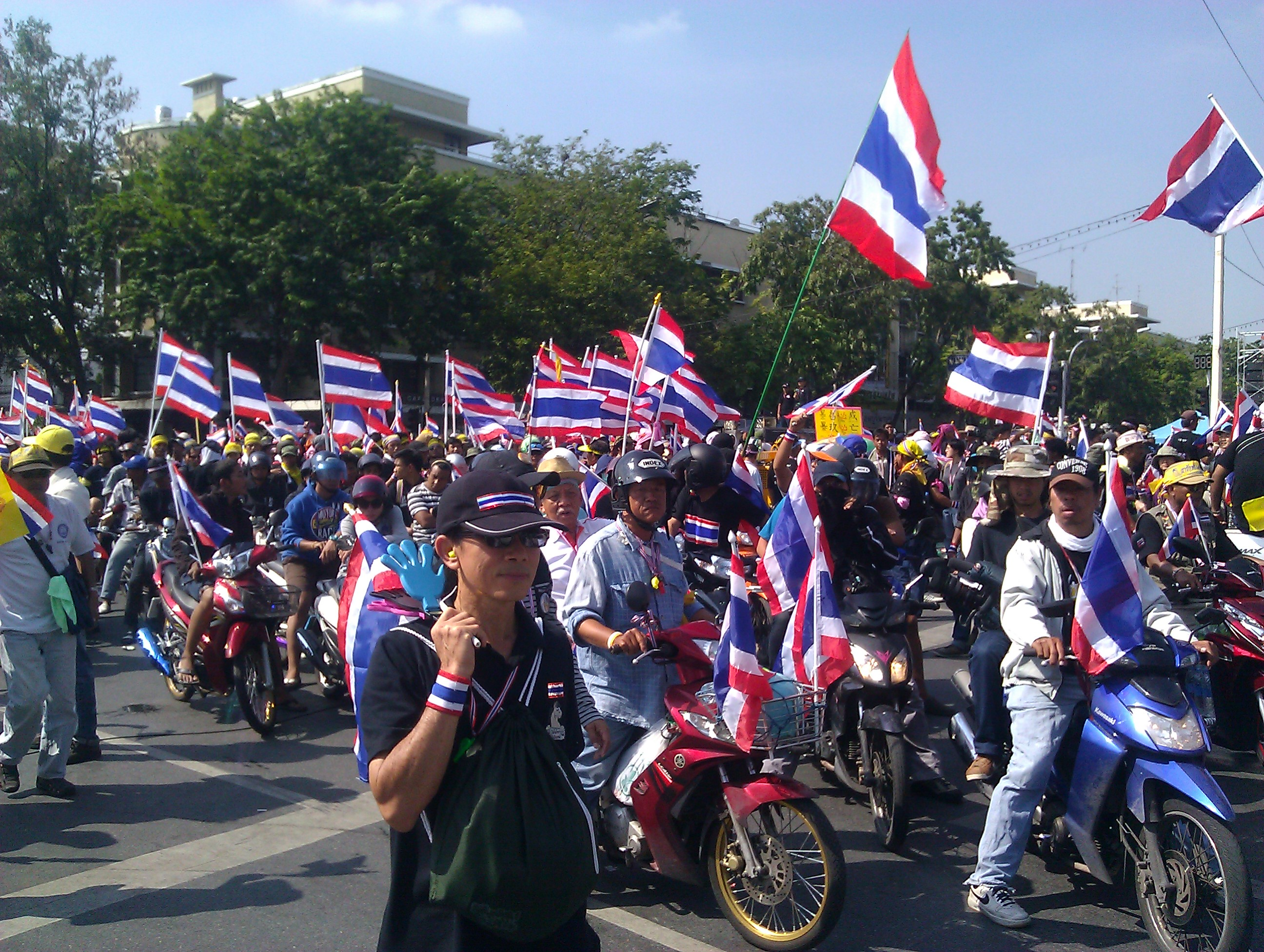

Водночас, як повідомляє агенція Reuters, більшість державних установ в понеділок відкрилися, і люди вийшли на роботу.
Також, за повідомленням Bangkok Post, найбільші торговельні центри також працюють.
Заступник прем'єр-міністра Прача Промнок у неділю заявив, що пан Таугсубан прагне «повалити виконавчу владу, що є державною зрадою і карається смертю», повідомляє агенція AFP.
Уряд Їнглак Чинават, який має значну підтримку населення за межами столиці, прийшов до влади після виборів 2011.
Водночас, за словами протестувальників, її адміністрацію контролює брат Їнглак, колишній лідер Таїланду Таксин Чинават. Учасники протестів хочуть замінити чинний уряд «народною радою»

## Урядове реагування
CNN повідомляє, що армія взяла під охорону ТБ, відмикала ряд передач. Деяким людям було заборонено постити коментарі, що могли розпалити конфлікт чи насилля у соцмедіа. Повсякденне життя присутністю військовиків не збурене.

## Теракти після військового перевороту 2014 р
17 серпня 2015 року в результаті вибуху в місті Бангкок загинуло 12 чоловік, щонайменше 20 поранено. Бомба вибухнула в комерційному центрі, неподалік Ераванського святилища.
17 січня 2016 року на пляжі Сой-Саван в районі Сонгкхла відбулися два вибухи. Перший прогримів біля ресторану-караоке, спрацювала ручна граната. Внаслідок вибуху загинула одна громадянка Таїланду, ще семеро чоловік були поранені. Після цього за 10 метрів пролунав ще один вибух, але ніхто не постраждав.
11 серпня 2016 року на курорті Хуа Хін пролунали два вибухи, внаслідок чого загинула одна жінка і ще десятеро людей поранені. Злочинці заховали вибухівку в квіткові горщики на відстані 50 м одну від одної і здійснили вибухи за допомогою мобільних телефонів з інтервалом у півгодини. Така ситуація є нетиповою для туристичних районів. Найбільше вибухів відбувається у трьох південних провінціях Таїланду, які сильно постраждали через заколот.
3 квітня 2017 року терористи розстріляли будівлю поліцейського управління, поранення отримали 12 таїландських поліцейських. Близько 30 ісламістів оточили поліцейську будівлю і здійснили в неї понад 500 пострілів. Генерал поліції Крітсада Каевчанді заявив, що це найбільша атака за останні роки.
19 квітня 2017 року терористи здійснили серію з 13 вибухів, спрямованих на тайських поліцейських: біля їх постів або будинків, де проживають. Атаку провели у провінціях Наратіват, Ялла, Паттані і Сонгкла